# Charles Jacques Villeré
Charles Jacques Villeré (* um 1828 im St. Bernard Parish, Louisiana; † 7. Januar 1899 im Jefferson Parish, Louisiana) war sowohl für die Vereinigten Staaten als auch für die Konföderierten Staaten als Politiker tätig. Ferner diente er als Offizier in der Konföderiertenarmee.

## Werdegang
Über die Jugendjahre und das Privatleben von Charles Jacques Villeré ist nichts bekannt. Er nahm 1852 als Delegierter an der Verfassunggebenden Versammlung von Louisiana teil. 1854 saß er im Repräsentantenhaus von Louisiana. Dann fungierte er als Wahlmann bei der Präsidentschaftswahl von 1856. Er kandidierte 1860 erfolglos für einen Sitz im US-Repräsentantenhaus. Im November 1861 wurde er für den ersten Wahlbezirk von Louisiana in den ersten Konföderiertenkongress gewählt, wo er am 18. Februar 1862 seinen Posten antrat. Er kandidierte erfolgreich für den zweiten Konföderiertenkongress und war dann dort bis 1865 tätig. Während des Bürgerkrieges diente er auch als Colonel in der Konföderiertenarmee. Er verstarb 1899 im Jefferson Parish und sein Leichnam wurde dann auf dem Metairie Cemetery in New Orleans beigesetzt.